# Now That's What I Call Music! 31 (série dos Estados Unidos)
Now That's What I Call Music! 31, também conhecido apenas como Now! 31, é a 31º edição da série de álbuns Now That's What I Call Music!, lançada em 30 de junho de 2009. A coletânea estreou na primeira posição da Billboard 200, com a venda de 169 mil cópias na primeira semana, além de posicionar na segunda posição do Top R&B/Hip-Hop Albums. Foi certificada Ouro pela Recording Industry Association of America em setembro de 2009.

## Faixas
| N.º | Título                            | Artista                          | Duração |  |
| 1.  | "Boom Boom Pow"                   | The Black Eyed Peas              | 3:38    |  |
| 2.  | "Right Round"                     | Flo Rida feat. Kesha             | 3:24    |  |
| 3.  | "Poker Face"                      | Lady Gaga                        | 3:57    |  |
| 4.  | "I Know You Want Me (Calle Ocho)" | Pitbull                          | 3:01    |  |
| 5.  | "Blame It"                        | Jamie Foxx feat. T-Pain          | 4:21    |  |
| 6.  | "Dead and Gone"                   | T.I. feat. Justin Timberlake     | 3:52    |  |
| 7.  | "Day 'n' Nite"                    | Kid Cudi                         | 3:40    |  |
| 8.  | "Kiss Me Thru the Phone"          | Soulja Boy Tell 'Em feat. Sammie | 3:11    |  |
| 9.  | "Halo"                            | Beyoncé                          | 3:43    |  |
| 10. | "Mad"                             | Ne-Yo                            | 4:10    |  |
| 11. | "Please Don't Leave Me"           | Pink                             | 3:49    |  |
| 12. | "Love Sex Magic"                  | Ciara feat. Justin Timberlake    | 3:39    |  |
| 13. | "If U Seek Amy"                   | Britney Spears                   | 3:33    |  |
| 14. | "My Life Would Suck Without You"  | Kelly Clarkson                   | 3:31    |  |
| 15. | "Don't Trust Me"                  | 3OH!3                            | 3:12    |  |
| 16. | "That's Not My Name"              | The Ting Tings                   | 3:28    |  |
| 17. | "You Found Me"                    | The Fray                         | 3:58    |  |
| 18. | "If Today Was Your Last Day"      | Nickelback                       | 4:05    |  |
| 19. | "I Run to You"                    | Lady Antebellum                  | 4:14    |  |
| 20. | "Note to God"                     | Charice                          | 4:00    |  |